# Literaturjahr 1881
Liste der Literaturjahre

◄◄ | Literaturjahr 1881

Weitere Ereignisse
Dieser Artikel behandelt das Literaturjahr 1881.

## Ereignisse

### Prosa

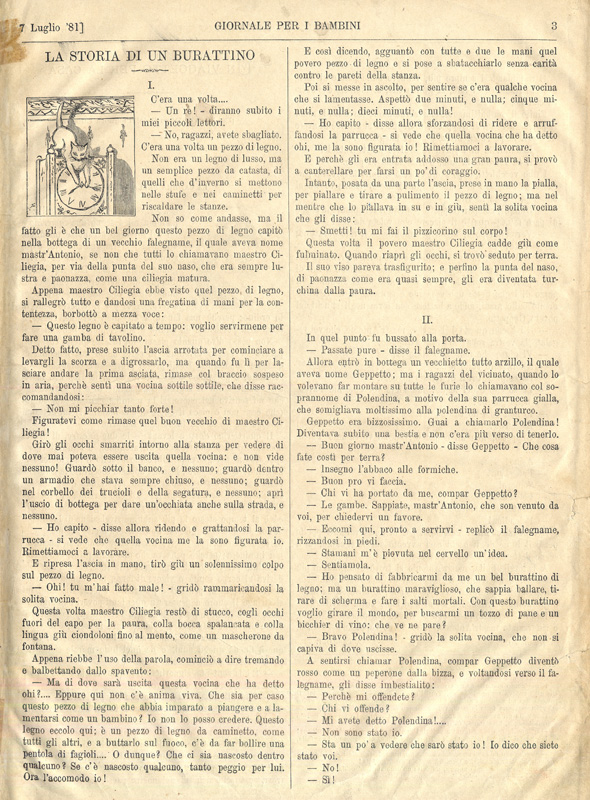
Giornale per i bambini 7 luglio 1881

- 07. Juli: In Rom erscheint in der Wochenzeitung Giornale per i bambini unter dem Titel Le Avventure Di Pinocchio: Storia Di Un Burattino die erste Geschichte über Die Abenteuer des Pinocchio, verfasst von Carlo Collodi.

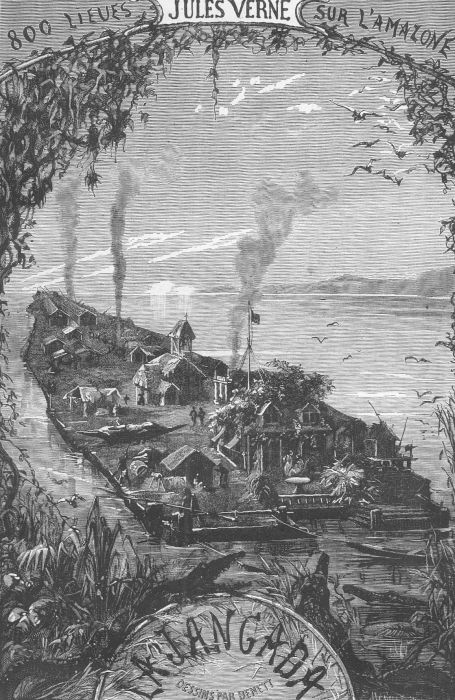
La Jangada, Titelblatt der französischen Originalausgabe

- 22. Juli/10. November: Der Roman La Jangada von Jules Verne erscheint in zwei Bänden.

- Der Roman The Portrait of a Lady (Bildnis einer Dame) von Henry James erscheint erstmals in Buchform.
- Die Novelle Das Haus Tellier von Guy de Maupassant erscheint erstmals unter dem Titel La Maison Tellier bei Paul Ollendorff in Paris.
- Der unvollendete Roman Bouvard et Pécuche (Bouvard und Pécuchet) von Gustave Flaubert erscheint ein Jahr nach Flauberts Tod.
- Von Giovanni Verga erscheint der Roman I Malavoglia.
- Von E. Marlitt erscheint der Roman Amtmanns Magd.

### Drama
- Der Norweger Henrik Ibsen verfasst das Theaterstück Gespenster. Ein Familiendrama in drei Akten.

### Wissenschaftliche Werke

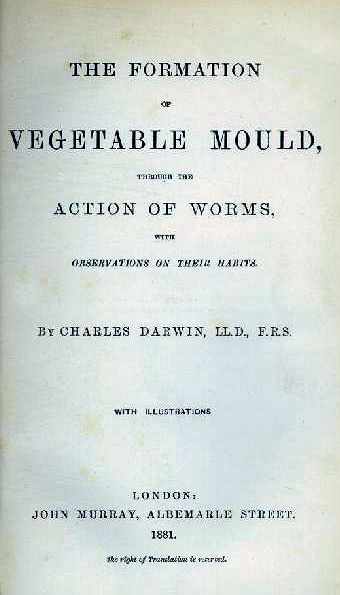
Titelseite der Erstausgabe

- 10. Oktober: Die Erstausgabe des Werkes The Formation of Vegetable Mould through the Action of Worms, with Observations on their Habits (Die Bildung der Ackererde durch die Tätigkeit der Würmer) von Charles Darwin erscheint. Darwin schließt mit diesem Buch seine Jahrzehnte währenden Studien über die Wechselbeziehungen zwischen Regenwürmern und Bodenbeschaffenheit sowie über das Verhalten dieser Tiere ab.

### Sonstiges
- Papst Leo XIII. macht das Vatikanische Geheimarchiv für Gelehrte zugänglich.
- Leo Pinsker verfasst den Essay Autoemanzipation.

## Geboren
- 07. Januar: Henrik Galeen, deutschsprachiger Regisseur und Drehbuchautor († 1949)
- 09. Januar: Lascelles Abercrombie, britischer Lyriker und Literaturwissenschaftler  († 1938)
- 25. Januar: Emil Ludwig, deutscher und Schweizer Schriftsteller († 1948)
- 26. Januar: Alfons Paquet, deutscher Journalist, Schriftsteller und Dichter († 1944)
- 28. Januar: Siegfried Jacobsohn, deutscher Journalist und Theaterkritiker († 1926)

- 11. Februar: Carlo Carrà, italienischer Maler und Kunstschriftsteller († 1966)
- 13. Februar: Eleanor Farjeon, britische Kinderbuchautorin, Lyrikerin und Dramatikerin († 1965)
- 14. Februar: William John Gruffydd, walisischer Dichter, Schriftsteller, Dramatiker, Übersetzer († 1954)
- 19. Februar: Paul Zech, deutscher Schriftsteller und Publizist des Expressionismus († 1946)
- 24. Februar: Gustav Hillard, deutscher Schriftsteller, Dramaturg und Kritiker († 1972)
- 26. Februar: Janus Djurhuus, färöischer Dichter († 1948)

- 06. März: John Cournos, US-amerikanischer Schriftsteller und Übersetzer († 1966)
- 23. März: Roger Martin du Gard, französischer Schriftsteller († 1958)

- 01. April: Octavian Goga, rumänischer Dichter, Dramenautor und Politiker († 1938)
- 01. April: Wilhelm Sollmann, deutscher Journalist und Politiker († 1951)
- 04. April: Marie Madeleine von Puttkamer, deutsche Schriftstellerin († 1944)
- 17. April: Anton Wildgans, österreichischer Dramatiker und Lyriker († 1932)
- 19. April: Hans Löscher (eig. Gustav Robert Löscher), deutscher Schriftsteller und Pädagoge († 1946)
- 24. April: Jakob Kneip, deutscher Heimatdichter im Hunsrück († 1958)
- 24. April: Paul Merker, deutscher Literaturhistoriker († 1945)

- 12. Mai: Achmed Abdullah, US-amerikanischer Schriftsteller und Drehbuchautor russischer Herkunft († 1945)
- 15. Mai: Hugo Zuckermann, deutscher Schriftsteller und Zionist († 1914)

- 09. Juni: Felix Graf von Luckner, deutscher Seefahrer und Schriftsteller († 1966)

- 07. Juli: Josef Winckler, deutscher Schriftsteller († 1966)
- 12. Juli: Ludwig Rubiner, deutscher Dichter, Literaturkritiker und Essayist († 1920)
- 12. Juli: Franz Schrönghamer-Heimdal, deutscher Heimatdichter († 1962)
- 15. Juli: Heinrich Lautensack, deutscher Schriftsteller, Dramatiker und Übersetzer († 1919)
- 19. Juli: Friedrich Dessauer, deutscher Physiker, Unternehmer und Publizist († 1963)
- 26. Juli: Osanai Kaoru, japanischer Dramatiker, Übersetzer und Theaterdirektor († 1928)

- 01. August: Aizu Yaichi, japanischer Literaturwissenschaftler und Lyriker († 1956)
- 10. August: Witter Bynner, US-amerikanischer Dichter († 1968)
- 29. August: Valery Larbaud, französischer Schriftsteller und Literaturkritiker († 1957)
- 25. September: Lu Xun, chinesischer Schriftsteller († 1936)

- 09. Oktober: Victor Klemperer, deutscher Schriftsteller und Literaturwissenschaftler († 1960)
- 15. Oktober: P. G. Wodehouse, britischer Schriftsteller († 1975)
- 22. Oktober: Johannes Freumbichler, österreichischer Heimatschriftsteller († 1949)
- 30. Oktober: Lena Christ, deutsche (bayerische) Heimatschriftstellerin († 1920)
- 28. November: Stefan Zweig, österreichischer Schriftsteller († 1942)

- 08. Dezember: Padraic Colum, irischer Schriftsteller († 1972)
- 08. Dezember: Albert Gleizes, französischer Maler und Schriftsteller († 1953)
- 24. Dezember: Juan Ramón Jiménez, spanischer Lyriker, Prosaist und Nobelpreisträger († 1958)
- 24. Dezember: Otto Lukas, deutscher Lehrer, Dichter und Schriftsteller († 1956)
- 31. Dezember: Jacob Israël de Haan, niederländischer Dichter und Schriftsteller, Jurist und Journalist († 1924)

## Gestorben
- 09. Februar: Fjodor Dostojewski, russischer Schriftsteller (* 1821)
- 27. Februar: Peter Joseph Rottmann, deutscher (Hunsrücker) Mundartdichter (* 1799)
- 26. März: Florian Ceynowa, kaschubischer Schriftsteller und Bürgerrechtler (* 1817)
- 27. April: Émile de Girardin, französischer Verleger (* 1806)
- 26. Mai: Jacob Bernays, deutscher Philologe und philosophischer Schriftsteller (* 1824)
- 02. August: Marcus Clarke, australischer Schriftsteller (* 1846)
- 07. September: Sidney Lanier, US-amerikanischer Dichter (* 1842)
- 09. September: Christian Friedrich Scherenberg, deutscher Dichter (* 1798)
- 29. September: Jakob Løkke, norwegischer Philologe und Schulbuchautor (* 1829)
- 14. November: Jodocus Donatus Hubertus Temme, deutscher Politiker, Jurist und Schriftsteller (* 1798)